# Paparazzi (Lied)
Paparazzi ist ein Popsong aus dem Jahr 2009. Das Stück wurde von der US-amerikanischen Sängerin Lady Gaga interpretiert und als vierte und letzte Single aus ihrem Album The Fame ausgekoppelt.

## Textinhalt
Nachdem Ron Slomowicz von About.com im Interview mit Gaga auf die verschiedenen Interpretationen der Single Bezug nahm, antwortete sie:

„Nun, ich bin sehr glücklich, dass es einige verschiedene Interpretationen gibt, das war der Sinn des ganzen. Der Titel ist über mehrere verschiedene Themen – es geht um meinen Konflikt, möchte ich Ruhm oder möchte ich Liebe? Es geht auch darum, die Paparazzi zu drängen, sich in mich zu verlieben. Es ist ein Liebeslied für die Kameras, aber es ist auch ein Liebeslied über Ruhm oder Liebe – kann man beides haben oder kann man nur eines haben?“

 Der australischen Zeitung Daily Telegraph gegenüber erklärte Gaga, dass es in dem Song auch um den Konflikt der Ausgewogenheit zwischen Erfolg und Liebe geht. Bill Lamb von About.com schrieb abweichend, dass „der Song ein Tribut den Arten symbiotischer aber letztendlich falscher und ‚künstlicher‘ Beziehung zwischen den Stars und den wandernden Paparazzi ist […], die, gut oder schlecht, da sind, um die Berühmtheit zu dokumentieren und in gewissem Sinne erst zu erschaffen“.

## Musikvideo
Das Musikvideo wurde vom schwedischen Regisseur Jonas Åkerlund gedreht, der bereits zuvor Musikvideos mit Künstlern wie Madonna, Rammstein oder U2 gedreht hatte. Seine Frau Bea Åkerlund war als Stylistin tätig. Die Hauptrollen des 8-minütigen Mini-Films spielen Lady Gaga und der schwedische Schauspieler Alexander Skarsgård, der ihren Liebhaber verkörpert. Lady Gaga gewann für das Video bei den MTV Video Music Awards 2009 zwei Auszeichnungen in den Kategorien Best Art Direction und Best Special Effects.

## Rezensionen
Artur Schulz von Laut.de lobt das Lied und meint, Paparazzi setze sich eingängig im Ohr fest. Auch Matthias Reichel von Cdstarts.de lobt das Lied als eingängig.

## Kommerzieller Erfolg

### Chartplatzierungen
| ChartsChartplatzierungen       | Höchstplatzierung | Wochen |
| ------------------------------ | ----------------- | ------ |
| Deutschland (GfK)              | 1 (35 Wo.)        | 35     |
| Österreich (Ö3)                | 3 (27 Wo.)        | 27     |
| Schweiz (IFPI)                 | 4 (28 Wo.)        | 28     |
| Vereinigte Staaten (Billboard) | 6 (27 Wo.)        | 27     |
| Vereinigtes Königreich (OCC)   | 4 (49 Wo.)        | 49     |

| ChartsJahrescharts (2009)      | Platzierung |
| ------------------------------ | ----------- |
| Deutschland (GfK)              | 24          |
| Österreich (Ö3)                | 21          |
| Schweiz (IFPI)                 | 29          |
| Vereinigte Staaten (Billboard) | 53          |
| Vereinigtes Königreich (OCC)   | 21          |

| ChartsJahrescharts (2010)      | Platzierung |
| ------------------------------ | ----------- |
| Vereinigte Staaten (Billboard) | 64          |

### Auszeichnungen für Musikverkäufe
| Land/Region                  | Auszeichnungen für Musikverkäufe (Land/Region, Auszeichnung, Verkäufe) | Verkäufe  |
| ---------------------------- | ---------------------------------------------------------------------- | --------- |
| Australien (ARIA)            | 6× Platin                                                              | 420.000   |
| Brasilien (PMB)              | 3× Platin                                                              | 180.000   |
| Dänemark (IFPI)              | Gold                                                                   | 15.000    |
| Deutschland (BVMI)           | 3× Gold                                                                | 450.000   |
| Frankreich (SNEP)            | —                                                                      | 120.000   |
| Italien (FIMI)               | Platin                                                                 | 30.000    |
| Neuseeland (RMNZ)            | 2× Platin                                                              | 60.000    |
| Österreich (IFPI)            | Platin                                                                 | 30.000    |
| Schweden (IFPI)              | Gold                                                                   | 20.000    |
| Schweiz (IFPI)               | Gold                                                                   | 15.000    |
| Spanien (Promusicae)         | Gold                                                                   | 30.000    |
| Vereinigte Staaten (RIAA)    | 5× Platin                                                              | 5.000.000 |
| Vereinigtes Königreich (BPI) | 2× Platin                                                              | 1.300.000 |
| Insgesamt                    | 5× Gold · 21× Platin ·                                                 | 7.570.000 |

Hauptartikel: Lady Gaga/Auszeichnungen für Musikverkäufe

## Coverversionen
Eine Coverversion erschien vom 12-jährigen Greyson Chance aus Oklahoma. Den Auftritt postete er auf YouTube. Das Video erreichte über 50 Millionen Aufrufe.
Eine weitere Coverversion erschien 2023 auf dem Album Angel in the Dark der deutschen Rockband Freakstorm.